# Marco Antonio Rodríguez
Artikeln följer den spanska namnseden; faderns efternamn är Rodríguez och moderns efternamn Morales.
Marco Antonio Rodríguez Morales, född 10 november 1973, är en mexikansk fotbollsdomare som bland annat dömt vid Världsmästerskapet i fotboll 2006, Världsmästerskapet i fotboll 2010 och Världsmästerskapet i fotboll 2014. I det sistnämnda mästerskapet var han huvuddomare i semifinalen mellan Brasilien och Tyskland, matchen som kom att kallas Mineirazo.

## Matcher

### VM 2006 som huvuddomare
- England - Paraguay (gruppspel)
- Elfenbenskusten - Serbien och Montenegro  (gruppspel)

### Matcher vid VM 2010 som huvuddomare
- Tyskland - Australien (gruppspel)